# نووا ویدیانتو
نووا ویدیانتو (انگلیسی: Nova Widianto؛ زادهٔ ۱۰ اکتبر ۱۹۷۷) بدمینتون‌باز اهل اندونزی است.